# Alonso Lobo
Alonso Lobo, także Lupus, Lupi, Lopez, Lobo de Borja (ur. około 1555 w Osunie, zm. 5 kwietnia 1617 w Sewilli) – hiszpański kompozytor, duchowny katolicki.

## Życiorys
Jako dziecko śpiewał w chórze przy katedrze w Sewilli. Ukończył studia na uniwersytecie w Osunie. Prawdopodobnie był uczniem Francisca Guerrera, w 1591 roku został jego zastępcą na stanowisku katedralnego kapelmistrza. Od 1593 do 1604 roku pełnił funkcję kapelmistrza katedry w Toledo. Po 1604 roku był kapelmistrzem katedry w Sewilli. Był autorem zbioru Liber primus missarum (wyd. Madryt 1602), zawierającego 6 mszy 4–6-głosowych i 7 motetów 4–8-głosowych. Ponadto skomponował Credo romano, 3 pasje, lamentacje, hymny, psalmy.